# Virginia Ruano Pascual
Virginia Ruano Pascual, španska tenisačica, * 21. september 1973, Madrid.
Skupno je osvojila enajst turnirjev za Grand Slam in dve olimpijski medalji. V posamični konkurenci se je na turnirjih za Odprto prvenstvo Avstralije najdlje uvrstila v četrtfinale leta 2003, kot tudi na turnirjih za Odprto prvenstvo Francije leta 1995, na turnirjih za Odprto prvenstvo Anglije v četrti krog leta 1998, na turnirjih za Odprto prvenstvo ZDA pa trikrat v tretji krog. Največje uspehe je dosegala v konkurenci ženskih dvojic, v kateri je šestkrat osvojila Odprto prvenstvo Francije, trikrat Odprto prvenstvo ZDA ter enkrat Odprto prvenstvo Avstralije, še šestkrat se je uvrstila v finale turnirjev za Grand Slam. Štirinajstkrat od tega je nastopala s partnerico Paolo Suárez, dvakrat pa z Anabel Medina Garrigues. Na olimpijskih igrah je dvakrat zapored osvojila srebrno medaljo v konkurenci ženskih dvojic, leta 2004 s Conchito Martínez in 2008 z Anabel Medina Garrigues. V konkurenci mešanih dvojic je leta 2001 osvojila turnir za Odprto prvenstvo Francije skupaj s Tomásom Carbonellom.

## Finali Grand Slamov

### Ženske dvojice (16)

#### Porazi (6)
| Leto | Turnir                        | Partnerica   | Nasprotnici v finalu           | Rezultat finala  |
| 2000 | Odprto prvenstvo Francije     | Paola Suárez | Martina Hingis Mary Pierce     | 6–2, 6–4         |
| 2002 | Odprto prvenstvo Anglije      | Paola Suárez | Serena Williams Venus Williams | 6–2, 7–5         |
| 2003 | Odprto prvenstvo Avstralije   | Paola Suárez | Serena Williams Venus Williams | 4–6, 6–4, 6–3    |
| 2003 | Odprto prvenstvo Francije (2) | Paola Suárez | Kim Clijsters Ai Sugijama      | 6–7(5), 6–2, 9–7 |
| 2003 | Odprto prvenstvo Anglije (2)  | Paola Suárez | Kim Clijsters Ai Sugijama      | 6–4, 6–4         |
| 2006 | Odprto prvenstvo Anglije (3)  | Paola Suárez | Yan Zi Zheng Jie               | 6–3, 3–6, 6–2    |

### Mešane dvojice (1)

#### Zmage (1)
| Leto | Turnir                    | Partner         | Nasprotnika v finalu      | Rezultat finala |
| 2001 | Odprto prvenstvo Francije | Tomás Carbonell | Jaime Oncins Paola Suárez | 7–5, 6–3        |